# ファールバウティ
北欧神話において、ファールバウティ（古ノルド語: Fárbauti）は、ラウフェイまたはナールの夫、ロキ、ビューレイストそしてヘルブリンディの父であった。名前は「残酷に打つ」を意味している。